# Sociedad (El Salvador)
Sociedad, es un distrito del municipio de Morazán Sur, departamento de Morazán, El Salvador. De acuerdo al censo oficial de 2024, tiene una población de 9.963 habitantes.

## Historia
El pueblo fue fundado el 18 de abril de 1838 por el gobernador político y militar de San Miguel, el coronel Narciso Benítez de nacionalidad colombiana, quien había sido lugarteniente de Simón Bolívar. En el año de 1874 a la localidad le fue otorgada el título de Villa, y quedó anexada al departamento de Morazán el año siguiente.
Un suceso infame ocurrido en la jurisdicción del pueblo fue el fusilamiento de Braulio Carrillo Colina quien había fungido como presidente de Costa Rica.
En el informe del 16 de mayo de 1878 hecho por el gobernador Jacinto Aguirre describe una época de progreso rápido durando 30 años estimulado por la explotación del mineral de "Monte Mayor" y la dedicación al comercio y cultivo del añil, pero se suspendieron los trabajos de explotación del mineral y por causa de la caída del precio del añil, se dejó de cultivar y comercializar. Esto causó un parálisis del progreso de la población. El informe también describe el pueblo: tenía una iglesia bonita, un espacioso cabildo con cárceles seguras y un salón usado para la escuela. El cementerio estaba cercado de pared de adobe.

## Administración
Para su administración Sociedad se encuentra dividido en 8 cantones y 51 caseríos.Siendo sus cantones: 
1. Ánimas
2. Bejucal
3. Calpules
4. Candelaria
5. El Tablón
6. Labranza
7. La Joya
8. Peñón

## Cultura
Las Fiestas Patronales de Sociedad se celebran del 23 al 24 de junio en honor a San Juan Bautista.

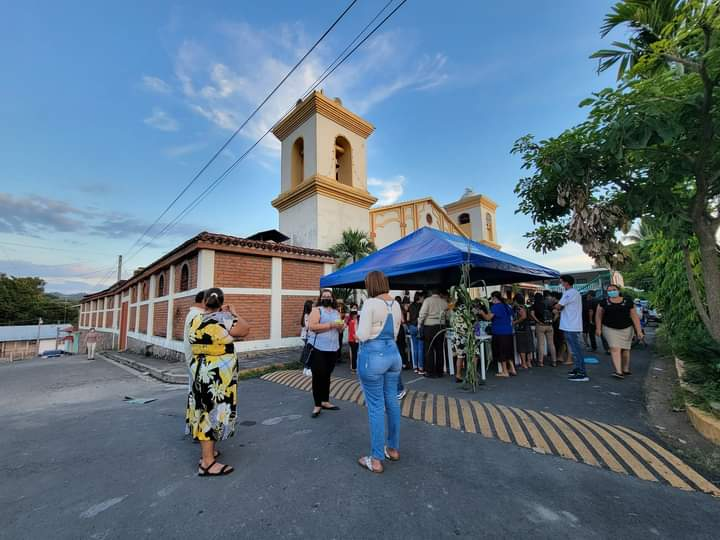
Festival de Maíz Sociedad Morazan

Y se celebran en honor a San José el 18 y 19 de Marzo.

## Turismo
Algunos lugares recomendados a visitar en este distrito son las cuevas de los Marranos, de Las Peñitas y el cerro El Indio Dormido.
https://upload.wikimedia.org/wikipedia/commons/e/e4/Guanacaste_Sociedad_Morazan.jpg

## Límites Geográficos
Limita al norte con Anamorós, Corinto y Cacaopera; al este con Anamorós y Santa Rosa de Lima; al sur con Jocoro y Santa Rosa de Lima y al oeste con Lolotiquillo, Jocoro, San Francisco Gotera y Cacaopera.
Fuente: Sociedad
https://www.municipiosdeelsalvador.com/morazan/sociedad

## Información general
El distrito cubre un área de 118,32 km² y la cabecera está situada a 365 m s. n. m. Las fiestas patronales se celebran en el mes de junio en honor a San Juan Bautista. Asimismo, en la actualidad existe una actividad llamada Festival del Maíz que se realiza el último domingo de octubre. Monseñor Gregorio Rosa Chávez nació en Sociedad, departamento de Morazán el 3 de septiembre de 1942 y es el primer cardenal de la Iglesia católica en El Salvador.

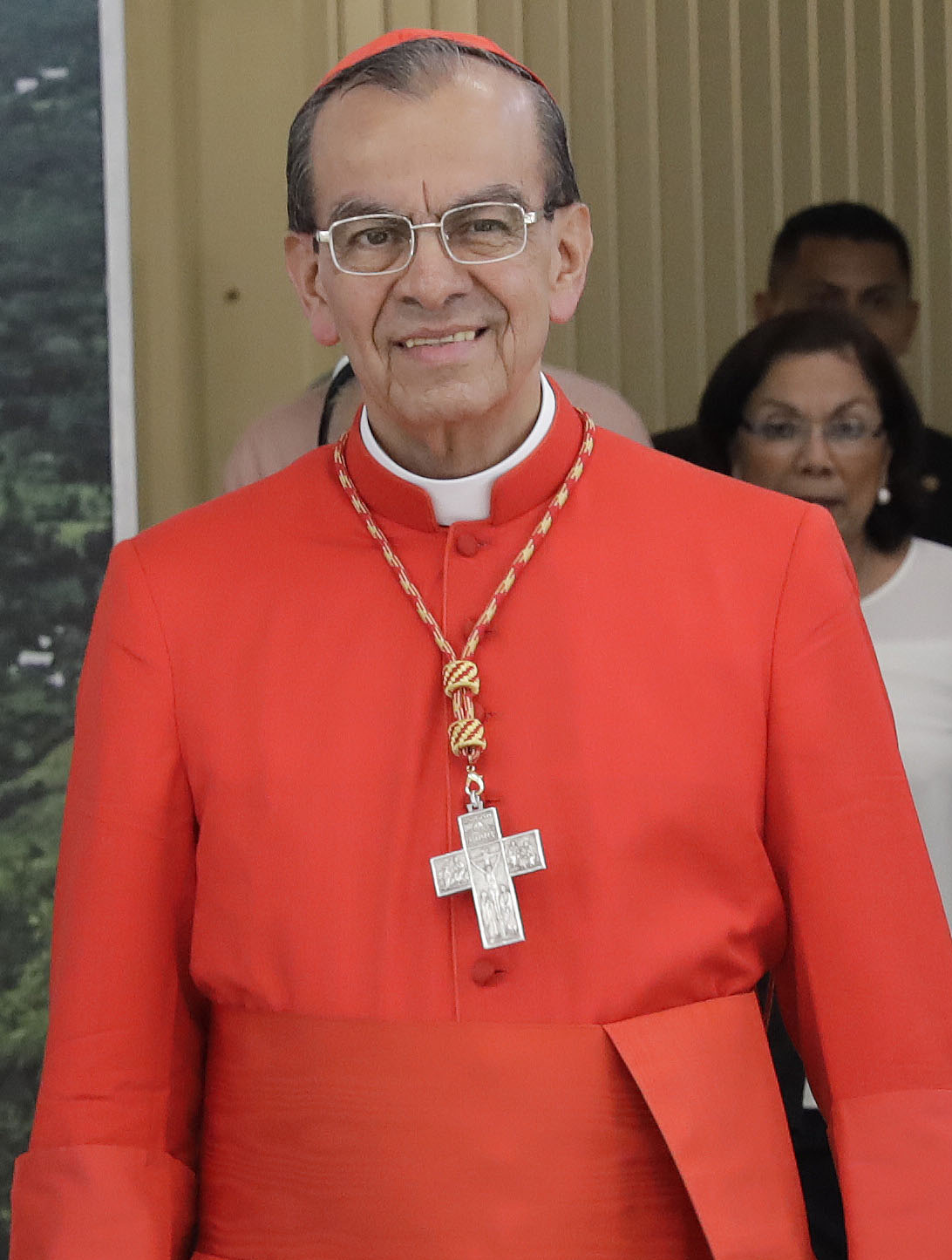
Cardenal Gregorio Rosa Chávez